# 岩上敦宏
岩上 敦宏（いわかみ あつひろ、1972年2月7日 - ）は、日本のアニメプロデューサー、実業家。株式会社ソニー・ミュージックエンタテインメント取締役執行役員 ビジュアル&キャラクタービジネスグループ統括、株式会社アニプレックス代表取締役執行役員社長、株式会社ラセングル代表取締役執行役員会長。群馬県前橋市出身。

## 経歴
群馬県立前橋高等学校を経て、東京外国語大学を卒業。大学卒業後は映画監督を目指しつつフリーターであったが、参加していた映像講座を契機に、1997年にSPE・ビジュアルワークス（現・アニプレックス）に入社し白川隆三の薫陶を受ける。2016年に代表取締役社長に就任。2021年に渡辺晋賞、藤本賞を受賞。

## 人物
アニプレックス製作の新房昭之監督・シャフト制作作品の多くに携わっており、『魔法少女まどか☆マギカ』において新房昭之・虚淵玄・蒼樹うめという異色の組み合わせの発案者である。魔法少女ものとして企画したのは「アニメの魅力を一番発揮できるジャンル」という理由である。
新房昭之を「監督でありながらプロデューサー的な視点を持っていると言ってよい」と評価しており、プロデューサーとして新房から受けた影響もあるという。
アニプレックス、ノーツ（TYPE-MOON）、ufotableの3社合同による、TYPE-MOON作品及び関連作品アニメーション化企画、『TYPE-MOON × ufotable プロジェクト』の企画発案者。2005年頃、ufotable制作の『フタコイ オルタナティブ』を視聴した際、「こういう作品を作れるスタジオがあるのか」と思い、ufotable代表取締役の近藤光とノーツ代表取締役の竹内友崇に、以前から構想していた『空の境界』のアニメ制作を依頼した。プロジェクト以外にもTYPE-MOONやufotableがそれぞれ企画制作する作品やイベントに関わっている。
プロジェクト第1弾である『劇場版 空の境界』については、「自身にとっての出世作」と語っている。
ゲームアプリ作品にも関わり、『Fate/Grand Order』の企画をノーツへ提案した。

## 履歴

### 学歴・職歴
- 1997年 - 株式会社エスピーイー・ビジュアルワークス（現・株式会社アニプレックス）入社。
- 2011年6月 - 株式会社アニプレックス執行役員[11]。
- 2015年6月 - 株式会社アニプレックス執行役員常務[12]。
- 2016年
  - 4月 - 株式会社アニプレックス代表取締役執行役員社長（現任）[13]。
  - 6月 - 株式会社A-1 Pictures非常勤取締役（現任）[14]。
  - 6月 - 株式会社番町製作所（現・株式会社Quatro A）非常勤取締役[14]。
- 2017年
  - 1月 - 株式会社番町製作所（現・株式会社Quatro A）代表取締役社長[15]。
  - 6月 - 株式会社Quatro A非常勤取締役（現任）[16]。
  - 6月 - 株式会社ソニー・ミュージックエンタテインメント コーポレートSVP ANXグループ担当[17]。
- 2018年
  - 6月 - 株式会社ソニー・クリエイティブプロダクツ非常勤取締役（現任）[18]。
  - 9月 - 一般社団法人日本映像ソフト協会理事[19]。
  - 10月 - 株式会社CloverWorks設立 非常勤取締役（現任）[20]。
  - 10月 - 株式会社リアルト・エンタテインメント設立 非常勤取締役（現任）[21]。
- 2019年4月 - 株式会社ソニー・ミュージックエンタテインメント執行役員 ビジュアル&キャラクタービジネスグループ担当[22]。
- 2020年
  - 4月 - 株式会社ソニー・ミュージックエンタテインメント執行役員 ビジュアル&キャラクタービジネスグループ統括[23]。
  - 4月 - 株式会社Boundary設立 非常勤取締役（現任）[24]。
- 2022年
  - 2月 - 株式会社ラセングル代表取締役執行役員会長（現任）[25]。
  - 8月 - 株式会社room NB非常勤取締役（現任）[26]。
- 2023年
  - 4月 - 株式会社ソニー・ミュージックエンタテインメント取締役執行役員 ビジュアル&キャラクタービジネスグループ統括（現任）[27]。
  - 4月 - 一般財団法人ノーツすこやかこども財団設立 評議員（現任）[28]。
  - 6月 - 株式会社ミリアゴンスタジオ非常勤取締役（現任）[29]。
- 2024年1月 - 特定非営利活動法人アニメ特撮アーカイブ機構理事（現任）[30]

### 受賞・栄誉
- 2021年
  - 3月 - 第16回渡辺晋賞（一般財団法人渡辺音楽文化フォーラム）[31]。
  - 5月 - 第40回藤本賞（一般社団法人映画演劇文化協会）[32]。

## 現職
- 株式会社ソニー・ミュージックエンタテインメント取締役執行役員 ビジュアル&キャラクタービジネスグループ統括[33]
- 株式会社アニプレックス代表取締役執行役員社長[34]
- 株式会社ラセングル代表取締役執行役員会長[35]
- 一般社団法人アニメジャパン理事[36]
- 株式会社ソニー・クリエイティブプロダクツ非常勤取締役
- 株式会社A-1 Pictures非常勤取締役
- 株式会社CloverWorks非常勤取締役[37]
- 株式会社リアルト・エンタテインメント非常勤取締役
- 株式会社Quatro A非常勤取締役
- 株式会社Boundary非常勤取締役
- 株式会社room NB非常勤取締役
- 株式会社ミリアゴンスタジオ非常勤取締役[38]
- 株式会社クレーネル非常勤取締役[39]
- 一般財団法人ノーツすこやかこども財団評議員[40]
- 特定非営利活動法人アニメ特撮アーカイブ機構理事

## 参加作品

### テレビアニメ
1999年
- アークザラッド - アソシエイトプロデューサー

2000年
- 人造人間キカイダー THE ANIMATION - プロデューサー

2003年
- ワンダーベビルくん - プロデューサー

2004年
- 焼きたて!!ジャぱん - アソシエイトプロデューサー
- 学園アリス - プロデューサー

2005年
- ギャラリーフェイク - プロデューサー、脚本（第26話 - 第28話・第31話・第34話）

2006年
- 009-1 - プロデューサー

2007年
- ひだまりスケッチ - プロデューサー

2008年
- ペルソナ 〜トリニティ・ソウル〜 - 企画協力
- ひだまりスケッチ×365 - プロデューサー
- かんなぎ - プロデューサー

2009年
- 化物語 - プロデューサー

2010年
- ひだまりスケッチ×☆☆☆ - プロデューサー
- 刀語 - 企画協力
- 俺の妹がこんなに可愛いわけがない - プロデューサー
- 咎狗の血 - プロデューサー

2011年
- 魔法少女まどか☆マギカ - プロデューサー
- Aチャンネル - プロデューサー
- BLOOD-C - 製作委員会
- Fate/Zero - プロデューサー
- ひだまりスケッチ×SP - プロデューサー

2012年
- 偽物語 - プロデューサー
- 恋と選挙とチョコレート - 企画
- ソードアート・オンライン - チーフ・プロデューサー
- となりの怪物くん - 企画
- ひだまりスケッチ×ハニカム - プロデューサー
- マギ The labyrinth of magic - エグゼクティブプロデューサー
- 猫物語（黒） - プロデューサー

2013年
- ささみさん@がんばらない - 企画
- 俺の妹がこんなに可愛いわけがない。 - 企画
- 〈物語〉シリーズ セカンドシーズン - プロデューサー
- 銀の匙 Silver Spoon - 企画協力
- マギ The kingdom of magic - エグゼクティブプロデューサー
- ガリレイドンナ - 企画協力
- ソードアート・オンライン Extra Edition - チーフ・プロデューサー

2014年
- 蟲師 特別篇 日蝕む翳 - 企画
- ニセコイ - プロデューサー
- 世界征服〜謀略のズヴィズダー〜 - チーフプロデューサー
- 蟲師 続章 - 企画
- 魔法科高校の劣等生 - 企画
- 龍ヶ嬢七々々の埋蔵金 - チーフプロデューサー
- メカクシティアクターズ - 企画
- ソードアート・オンラインII - チーフ・プロデューサー
- アルドノア・ゼロ - チーフプロデューサー
- Fate/stay night [Unlimited Blade Works] - プロデューサー
- 七つの大罪 - 企画
- 四月は君の嘘 - チーフプロデューサー
- 憑物語 - プロデューサー

2015年
- 冴えない彼女の育てかた - チーフプロデューサー
- パンチライン - 企画協力
- ニセコイ: - チーフプロデューサー
- 乱歩奇譚 Game of Laplace - 企画協力
- Classroom☆Crisis - エグゼクティブプロデューサー
- 終物語 - プロデューサー
- すべてがFになる THE PERFECT INSIDER - 企画協力

2016年
- 僕だけがいない街 - チーフプロデューサー
- 甲鉄城のカバネリ - 企画協力
- キズナイーバー - 企画
- ハイスクール・フリート - 企画
- マギ シンドバッドの冒険 - 企画
- ReLIFE - 企画
- Rewrite - 企画
- B-PROJECT〜鼓動*アンビシャス〜 - 企画
- パズドラクロス - 企画（第1話 - 第38話）
- D.Gray-man HALLOW - 企画
- クオリディア・コード - エグゼクティブプロデューサー
- バッテリー - 製作
- 七つの大罪 聖戦の予兆 - 企画
- PERSONA5 the Animation -THE DAY BREAKERS- - 企画
- WWW.WORKING!! - 企画
- 3月のライオン - 企画
- Occultic;Nine -オカルティック・ナイン- - 企画
- 舟を編む - 製作
- Fate/Grand Order -First Order- - 企画

2017年
- 青の祓魔師 京都不浄王篇 - 企画
- 亜人ちゃんは語りたい - 企画
- 銀魂. - 企画
- クズの本懐 - 製作
- GRANBLUE FANTASY The Animation - 企画
- Re:CREATORS - 企画
- エロマンガ先生 - 企画
- 冴えない彼女の育てかた♭ - 製作
- Fate/Apocrypha - 企画
- 活撃 刀剣乱舞 - 企画
- DIVE!! - 製作
- 将国のアルタイル - 企画
- 地獄少女 宵伽 - 企画
- アイドルマスター SideM - 企画
- ブレンド・S - 企画
- いぬやしき - 製作
- いつだって僕らの恋は10センチだった。 - 企画
- Fate/Grand Order -MOONLIGHT/LOSTROOM- - 企画

2018年
- グランクレスト戦記 - 企画
- 七つの大罪 戒めの復活 - 企画
- スロウスタート - 企画
- 恋は雨上がりのように - 製作
- ダーリン・イン・ザ・フランキス - 企画
- Fate/EXTRA Last Encore - 企画
- ソードアート・オンライン オルタナティブ ガンゲイル・オンライン - 企画
- PERSONA5 the Animation - 企画
- ヲタクに恋は難しい - 製作
- BANANA FISH - 製作
- はたらく細胞 - 企画
- ゆらぎ荘の幽奈さん - 企画
- 青春ブタ野郎はバニーガール先輩の夢を見ない - 企画
- 抱かれたい男1位に脅されています。 - 企画
- ソードアート・オンライン アリシゼーション - 企画
- ベルゼブブ嬢のお気に召すまま。 - 企画

2019年
- 約束のネバーランド - 製作
- B-PROJECT〜絶頂*エモーション〜 - 企画
- かぐや様は告らせたい〜天才たちの恋愛頭脳戦〜 - 企画
- ねこねこ日本史（第4シリーズ） - 企画
- 鬼滅の刃 - 企画
- ぼくたちは勉強ができない - 企画
- さらざんまい - 製作
- 続・終物語 - 企画
- ロード・エルメロイII世の事件簿 -魔眼蒐集列車 Grace note- - 企画
- ギヴン - 製作
- 通常攻撃が全体攻撃で二回攻撃のお母さんは好きですか? - 企画
- 俺を好きなのはお前だけかよ - 企画
- GRANBLUE FANTASY The Animation Season 2 - 企画
- Fate/Grand Order -絶対魔獣戦線バビロニア- - 企画
- ぼくたちは勉強ができない! - 企画
- ソードアート・オンライン アリシゼーション War of Underworld - 企画

2020年
- ダーウィンズゲーム - 企画
- へんたつ - プロデューサー
- マギアレコード 魔法少女まどか☆マギカ外伝 - 企画
- うちタマ?! 〜うちのタマ知りませんか?〜 - 製作
- 22/7 - 企画
- ねこねこ日本史（第5シリーズ） - 企画
- 富豪刑事 Balance:UNLIMITED - 製作
- かぐや様は告らせたい?〜天才たちの恋愛頭脳戦〜 - 企画
- ド級編隊エグゼロス - 企画
- 魔王学院の不適合者 〜史上最強の魔王の始祖、転生して子孫たちの学校へ通う〜 - 企画
- 『ヒプノシスマイク -Division Rap Battle-』Rhyme Anima - 企画
- 戦翼のシグルドリーヴァ - 企画
- 魔法科高校の劣等生 来訪者編 - 企画
- 神様になった日 - 企画
- 体操ザムライ - 製作

2021年
- 2.43 清陰高校男子バレー部 - 製作
- 約束のネバーランド（第2期） - 製作
- バック・アロウ - 企画
- はたらく細胞!! - 企画
- はたらく細胞BLACK - 企画
- ホリミヤ - 製作
- SK∞ エスケーエイト - 企画
- 魔道祖師（日本語吹替版）（第1期・第2期） - 企画
- ワンダーエッグ・プライオリティ - 企画
- Vivy -Fluorite Eye's Song- - 企画
- ダイナ荘びより - 企画
- バクテン!! - 製作
- 86-エイティシックス- - 企画
- シャドーハウス - 企画
- 美少年探偵団 - 企画
- ヴァニタスの手記 - 企画
- 魔法科高校の優等生 - 企画
- 天官賜福（日本語吹替版） - 企画
- 平穏世代の韋駄天達 - 製作
- マギアレコード 魔法少女まどか☆マギカ外伝 2nd SEASON -覚醒前夜- - 企画
- ヴィジュアルプリズン - 企画
- ビルディバイド -#000000- - 企画
- 鬼滅の刃 無限列車編 - 企画
- 王様ランキング - 製作
- 鬼滅の刃 遊郭編 - 企画
- ロード・エルメロイII世の事件簿 -魔眼蒐集列車 Grace note- 特別編 - 企画
- 魔法科高校の劣等生 追憶編 - 企画

2022年
- 東京24区 - 企画
- その着せ替え人形は恋をする - 企画
- 明日ちゃんのセーラー服 - 企画
- 時光代理人 -LINK CLICK-（日本語吹替版） - 企画
- 群青のファンファーレ - 企画
- ビルディバイド -#FFFFFF- - 企画
- マギアレコード 魔法少女まどか☆マギカ外伝 Final SEASON -浅き夢の暁- - 企画
- かぐや様は告らせたい-ウルトラロマンティック- - 企画
- くノ一ツバキの胸の内 - 企画
- リコリス・リコイル - 企画
- Engage Kiss - 企画
- よふかしのうた - 製作
- シャドーハウス 2nd Season - 企画
- 後宮の烏 - 企画
- ベルセルク 黄金時代篇 MEMORIAL EDITION - 製作
- ぼっち・ざ・ろっく! - 企画
- うる星やつら - 製作

2023年
- トモちゃんは女の子! - 企画
- Buddy Daddies - 企画
- UniteUp! - 企画
- NieR:Automata Ver1.1a - 企画
- 魔王学院の不適合者 II 〜史上最強の魔王の始祖、転生して子孫たちの学校へ通う〜 - 企画
- 魔道祖師（日本語吹替版）（第3期） - 企画
- あやかしトライアングル - 企画
- かぐや様は告らせたい-ファーストキッスは終わらない- - 企画
- 山田くんとLv999の恋をする - 企画
- マッシュル-MASHLE- - 企画
- 鬼滅の刃 刀鍛冶の里編 - 企画
- 王様ランキング 勇気の宝箱 - 製作
- ホリミヤ -piece- - 製作
- ライザのアトリエ 〜常闇の女王と秘密の隠れ家〜 - 企画
- Fate/strange Fake -Whispers of Dawn- - 企画
- るろうに剣心 -明治剣客浪漫譚- - 製作
- 白聖女と黒牧師 - 企画

### 劇場アニメ
2004年
- 劇場版 NARUTO -ナルト- 大活劇!雪姫忍法帖だってばよ!! - 製作委員会

2007年
- 劇場版 空の境界 第一章 俯瞰風景 - プロデューサー
- 劇場版 空の境界 第二章 殺人考察（前） - プロデューサー

2008年
- 劇場版 空の境界 第三章 痛覚残留 - プロデューサー
- 劇場版 空の境界 第四章 伽藍の洞 - プロデューサー
- 劇場版 空の境界 第五章 矛盾螺旋 - プロデューサー
- 劇場版 空の境界 第六章 忘却録音 - プロデューサー

2009年
- センコロール - エグゼクティブプロデューサー
- 劇場版 空の境界 第七章 殺人考察（後） - プロデューサー

2010年
- 宇宙ショーへようこそ - 製作
- カラフル - プロデューサー
- マルドゥック・スクランブル 圧縮 - 企画
- 劇場版 空の境界 終章／空の境界 - プロデューサー

2011年
- マルドゥック・スクランブル 燃焼 - 企画

2012年
- 劇場版 BLOOD-C The Last Dark - エグゼクティブプロデューサー
- マルドゥック・スクランブル 排気 - 企画
- 劇場版 魔法少女まどか☆マギカ [前編] 始まりの物語／[後編] 永遠の物語 - プロデューサー
- ねらわれた学園 - 製作委員会
- 青の祓魔師 ―劇場版― - 企画

2013年
- 聖☆おにいさん - 製作委員会
- 劇場版 銀魂 完結篇 万事屋よ永遠なれ - 製作委員会
- 劇場版 空の境界 未来福音 - プロデューサー
- 劇場版 魔法少女まどか☆マギカ [新編] 叛逆の物語 - プロデューサー
- PERSONA3 THE MOVIE #1 Spring of Birth - 協力
- 魔女っこ姉妹のヨヨとネネ - 製作

2014年
- THE IDOLM@STER MOVIE 輝きの向こう側へ! - 製作委員会
- PERSONA3 THE MOVIE #2 Midsummer Knight's Dream - 協力
- THE LAST -NARUTO THE MOVIE- - 製作委員会

2015年
- PERSONA3 THE MOVIE #3 Falling Down - 協力
- BORUTO -NARUTO THE MOVIE- - 製作委員会
- 心が叫びたがってるんだ。 - エグゼクティブプロデューサー
- 屍者の帝国 - 製作委員会
- ハーモニー - 製作委員会

2016年
- 傷物語〈I 鉄血篇〉 - プロデューサー
- PERSONA3 THE MOVIE #4 Winter of Rebirth - 協力
- 同級生 - エグゼクティブプロデューサー
- ずっと前から好きでした。〜告白実行委員会〜 - 製作代表
- 傷物語〈II 熱血篇〉 - プロデューサー
- 好きになるその瞬間を。〜告白実行委員会〜 - 製作代表
- 甲鉄城のカバネリ 総集編 前編 集う光／後編 燃える命 - 製作

2017年
- 傷物語〈III 冷血篇〉 - プロデューサー
- 劇場版 黒執事 Book of the Atlantic - 企画
- 虐殺器官 - 製作
- 劇場版 ソードアート・オンライン -オーディナル・スケール- - チーフプロデューサー
- 劇場版 魔法科高校の劣等生 星を呼ぶ少女 - 企画
- 打ち上げ花火、下から見るか? 横から見るか? - 製作
- 劇場版 Fate/stay night [Heaven's Feel] I.presage flower - プロデューサー

2018年
- 劇場版 七つの大罪 天空の囚われ人 - 企画
- 君の膵臓をたべたい - 企画
- 劇場版 夏目友人帳 〜うつせみに結ぶ〜 - 企画

2019年
- 劇場版 Fate/stay night [Heaven's Feel] II.lost butterfly - プロデューサー
- 劇場版シティーハンター 〈新宿プライベート・アイズ〉 - 企画
- バースデー・ワンダーランド - 製作
- 甲鉄城のカバネリ 海門決戦 - 製作
- 青春ブタ野郎はゆめみる少女の夢を見ない - 企画
- センコロール2 - エグゼクティブプロデューサー
- 空の青さを知る人よ - 製作
- 冴えない彼女の育てかた Fine - 製作

2020年
- 劇場版 ハイスクール・フリート - 企画
- 映画 ねこねこ日本史 〜龍馬のはちゃめちゃタイムトラベルぜよ!〜 - 製作
- 劇場版 Fate/stay night [Heaven's Feel] III.spring song - プロデューサー
- 思い、思われ、ふり、ふられ - 共同製作
- 劇場版 鬼滅の刃 無限列車編 - 企画
- 劇場版 Fate/Grand Order -神聖円卓領域キャメロット- 前編 Wandering; Agateram - 企画

2021年
- 銀魂 THE FINAL - 製作
- 劇場版 Fate/Grand Order -神聖円卓領域キャメロット- 後編 Paladin; Agateram - 企画
- Fate/Grand Order -終局特異点 冠位時間神殿ソロモン- - 企画
- 劇場版 ソードアート・オンライン -プログレッシブ- 星なき夜のアリア - 企画

2022年
- 犬王 - 製作
- 劇場版 ソードアート・オンライン -プログレッシブ- 冥き夕闇のスケルツォ - 企画
- すずめの戸締まり - 共同製作
- かがみの孤城 - 製作

2024年
- ふれる。 - 製作

### OVA
2001年
- キカイダー01 THE ANIMATION - プロデューサー

2012年
- 百合星人ナオコサン - プロデューサー
- みのりスクランブル! - プロデューサー
- ギョ - プロデューサー
- Aチャンネル+smile - 企画
- アラタなるセカイ 未来編 - 企画協力

2013年
- ひだまりスケッチ 沙英・ヒロ 卒業編 - 企画

2016年
- クビキリサイクル 青色サヴァンと戯言遣い - 企画

2019年
- エロマンガ先生 OVA - 企画

2020年
- 俺を好きなのはお前だけかよ〜俺たちのゲームセット〜 - 企画

2021年
- Fate/Grand Carnival - 企画

### Webアニメ
2016年
- 暦物語 - プロデューサー
- BROTHERHOOD FINAL FANTASY XV - エグゼクティブプロデューサー

2018年
- DEVILMAN crybaby - エグゼクティブプロデューサー
- 衛宮さんちの今日のごはん - 企画

2024年
- 〈物語〉シリーズ オフ&モンスターシーズン - 企画

### テレビドラマ
2019年
- 虫籠の錠前 - 製作

### 実写映画
2010年
- 私の優しくない先輩 - チーフプロデューサー

2017年
- 3月のライオン 前編／後編 - 製作
- 銀魂 - 製作
- 心が叫びたがってるんだ。 - 製作
- 鋼の錬金術師 - 製作

2018年
- プリンシパル〜恋する私はヒロインですか?〜 - 製作
- 銀魂2 掟は破るためにこそある - 製作
- ビブリア古書堂の事件手帖 - 製作

2020年
- 影裏 - 製作
- 劇場 - 共同製作

2021年
- 夏への扉 -キミのいる未来へ- - 製作

2022年
- 鋼の錬金術師 完結編 復讐者スカー／最後の錬成 - 製作

2024年
- はたらく細胞 - 製作

2025年
- 国宝 - 製作

### 人形劇番組
2016年
- Thunderbolt Fantasy 東離劍遊紀 - 制作協力

### コンピュータゲーム
2015年
- Fate/Grand Order - プロデューサー

2017年
- マギアレコード 魔法少女まどか☆マギカ外伝 - 企画

2020年
- ATRI -My Dear Moments- - 企画協力

## 出演

### テレビ
- めざましテレビ（2012年10月2日、フジテレビ）[41]
- NHKニュース おはよう日本（2021年1月5日、NHK総合）[42]